# Joseph-Edouard-Henri-Marie-André Bourély
Joseph-Edouard-Henri-Marie-André Bourély, francoski general, * 1881, † 1967.